# Danh tiếng gia tộc
Danh tiếng gia tộc (tên tiếng Hoa: 家族榮耀; tên tiếng Anh: Modern Dynasty; tên gốc: Gia tộc vinh diệu) là bộ phim truyền hình ra mắt năm 2022 thuộc thể loại chính kịch kịch tính do hai công ty Youku Tudou Inc. (Trung Quốc) và Tập đoàn Hoàn Á (Hồng Kông) hợp tác sản xuất. Phim được đạo diễn bởi Hồng Kim Bát, Thái Tinh Thành và Tăng Mẫn San bên cạnh Huỳnh Quốc Huy giữ vai trò biên tập. Ngoài ra, phim còn có sự tham gia diễn xuất của dàn diễn viên chính bao gồm Trương Trí Lâm, Dương Thiến Nghiêu, Lý Thái Hoa, La Tử Dật, Huỳnh Hạo Nhiên, Hùng Đại Lâm, Quách Chính Hồng, Lương Tịnh Kỳ, Vu Dương, Trần Mạn Na, Dư An An, và Ngải Uy.
Ngày 19 tháng 06 năm 2023, Tập đoàn Hoàn Á thông báo trên trang web chính thức của họ về việc đang phát triển một phần phim tiếp theo của bộ phim với tựa đề Danh tiếng gia tộc 2 với sự góp mặt của Xa Thi Mạn, Lâm Phong và La Tử Dật.

## Nội dung
Bộ phim xoay quanh gia tộc họ Mã là danh gia vọng tộc trăm năm, thế nhưng sau vẻ ngoài hào nhoáng lại tiềm ẩn những bí mật khó nói.
Ông Mã Thế Hoành (do Vu Dương thủ vai) có ba người con trai, cả ba đều cưới mỹ nhân. Con trai cả Mã Diệu Tông (do Quách Chính Hồng thủ vai) kết hôn với Diệp Thể Vi (do Hùng Đại Lâm thủ vai) và có hai cô con gái. Con trai thứ hai – Mã Diệu Tổ (do Huỳnh Hạo Nhiên thủ vai) kết hôn với Chân Tâm (do Dương Thiến Nghiêu thủ vai) – một phụ nữ đầy tham vọng, muốn đạt đến đỉnh cao quyền lực của gia tộc. Con trai thứ ba – Mã Diệu Đường (do La Tử Dật thủ vai) kết hôn với Giả Lạc Nghi (do Lý Thể Hoa thủ vai) – cô vì muốn trả thù cho mẹ mà chấp nhận gả vào Mã gia. Ngoài ra, còn có cháu của Thế Hoành là Mã Triển Hồng (do Trương Trí Lâm thủ vai) lại vụng trộm với Chân Tâm. Triển Hồng vì trả thù cho cha mà luôn tìm cách vạch trần bí mật nhà ông Hoành.

## Nhân vật

### Nhà họ Mã
| Diễn viên           | Nhân vật        | Miêu tả |
| ------------------- | --------------- | --- |
| Diêu Binh (lúc trẻ) | Mã Thế Hoành    | Chồng của Lưu Ái Hoan và Lý Mẫn Cha của Mã Diệu Tông, Mã Diệu Tổ, Mã Diệu Đường và Mã Chiêu Từ Ông nội của Mã Chiêu Đệ, Mã Lai Đệ và Mã Thiên Lãng Anh trai của Mã Thế Xương và Mã Thế Hưng Cha chồng của Diệp Thể Vi, Chân Tâm và Giả Lạc Nghi Cha vợ của Jojo Ma Anh chồng của Giang Thục Hiền Anh vợ của Hà Khải Lễ Chú của Mã Triển Hồng |
| Vu Dương            | Mã Thế Hoành    | Chồng của Lưu Ái Hoan và Lý Mẫn Cha của Mã Diệu Tông, Mã Diệu Tổ, Mã Diệu Đường và Mã Chiêu Từ Ông nội của Mã Chiêu Đệ, Mã Lai Đệ và Mã Thiên Lãng Anh trai của Mã Thế Xương và Mã Thế Hưng Cha chồng của Diệp Thể Vi, Chân Tâm và Giả Lạc Nghi Cha vợ của Jojo Ma Anh chồng của Giang Thục Hiền Anh vợ của Hà Khải Lễ Chú của Mã Triển Hồng |
| Trần Mạn Na         | Lưu Ái Hoan     | Vợ lớn của Mã Thế Hoành Mẹ của Mã Diệu Tông, Mã Diệu Tổ và Mã Diệu Đường Bà nội của Mã Chiêu Đệ, Mã Lai Đệ và Mã Thiên Lãng Mẹ chồng của Diệp Thể Vi, Chân Tâm và Giả Lạc Nghi Chị gái của Hà Khải Lễ Chị dâu của Mã Thế Xương, Mã Thế Hưng                                                                                                  |
| Trần Mai Hinh       | Lý Mẫn          | Vợ hai của Mã Thế Hoành Mẹ của Mã Chiêu Từ Mẹ vợ của Jojo Ma |
| Lâu Học Hiền        | Mã Thế Xương    | Chồng của Giang Thục Hiền Cha của Mã Triển Hồng Em trai của Mã Thế Hoành Anh trai của Mã Thế Xương Em chồng của Lưu Ái Hoan và Lý Mẫn Chú của Mã Diệu Tông, Mã Diệu Tổ, Mã Diệu Đường và Mã Chiêu Từ |
| Dư An An            | Giang Thục Hiền | Vợ của Mã Thế Xương Mẹ của Quách Triển Hồng Em dâu của Mã Thế Hoành Chị dâu của Mã Thế Hưng |
| La Gia Lương        | Mã Thế Hưng     | Em trai của Mã Thế Hoành và Mã Thế Xương Em chồng của Lưu Ái Hoan, Lý Mẫn và Giang Thục Hiền Chú của Mã Diệu Tông, Mã Diệu Tổ, Mã Diệu Đường và Mã Chiêu Từ |
| Ngải Uy             | Hà Khải Lễ      | Em trai của Lưu Ái Hoan Em vợ của Mã Thế Hoành Cha của Giả Lạc Nghi |
| Quách Chính Hồng    | Mã Diệu Tông    | Con trai của Mã Thế Hoành và Lưu Ái Hoan Chồng của Diệp Thể Vi Cha của Mã Chiêu Đệ và Mã Lai Đệ Anh trai ruột của Mã Diệu Tổ và Mã Diệu Đường Anh trai cùng cha khác mẹ của Mã Chiêu Từ Anh họ của Mã Triển Hồng Anh chồng của Chân Tâm và Giả Lạc Nghi Cháu của Mã Thế Xương và Mã Thế Hưng                                                 |
| Hùng Đại Lâm        | Diệp Thể Vi     | Vợ của Mã Diệu Tông Mẹ của Mã Chiêu Đệ và Mã Lai Đệ Con dâu của Mã Thế Hoành và Lưu Ái Hoan Chị dâu của Mã Diệu Tổ, Mã Diệu Đường và Mã Chiêu Từ |
| Huỳnh Hạo Nhiên     | Mã Diệu Tổ      | Con trai của Mã Thế Hoành và Lưu Ái Hoan Chồng của Chân Tâm Anh em trai ruột của Mã Diệu Tông và Mã Diệu Tổ Anh trai cùng cha khác mẹ của Mã Chiêu Từ Anh họ của Mã Triển Hồng Anh em chồng của Diệp Thể Vi và Giả Lạc Nghi Cháu của Mã Thế Xương và Mã Thế Hưng                                                                             |
| Dương Thiến Nghiêu  | Chân Tâm        | Vợ của Mã Diệu Tổ Mẹ của Mã Thiên Lãng Con dâu của Mã Thế Hoành và Lưu Ái Hoan Chị em dâu của Mã Diệu Tông, Mã Diệu Đường và Mã Chiêu Từ |
| La Tử Dật           | Mã Diệu Đường   | Con trai của Mã Thế Hoành và Lưu Ái Hoan Chồng của Giả Lạc Nghi Anh trai ruột của Mã Diệu Tông và Mã Diệu Tổ Anh trai cùng cha khác mẹ của Mã Chiêu Từ Anh họ của Mã Triển Hồng Em chồng của Diệp Thể Vi và Chân Tâm Cháu của Mã Thế Xương và Mã Thế Hưng                                                                                    |
| Lý Thể Hoa          | Giả Lạc Nghi    | Vợ của Mã Diệu Đường Con của Hà Khải Lễ Con dâu của Mã Thế Hoành và Lưu Ái Hoan Chị em dâu của Mã Diệu Tông, Mã Diệu Tổ và Mã Chiêu Từ |
| Trương Trí Lâm      | Mã Triển Hồng   | Con của Mã Thế Xương và Giang Thục Hiền Cha của Mã Thiên Lãng Cháu của Mã Thế Hoành và Mã Thế Xương Anh em họ của Mã Diệu Tông, Mã Diệu Tổ, Mã Diệu Đường và Mã Chiêu Từ |
| Lương Tịnh Kỳ       | Mã Chiêu Từ     | Con của Mã Thế Hoành và Lý Mẫn Vợ của Jojo Ma Em cùng cha khác mẹ với Mã Diệu Tông, Mã Diệu Tổ và Mã Diệu Đường Cháu của Mã Thế Xương và Mã Thế Hưng |
| Lưu Bái Hoành       | Mã Chiêu Đệ     | Con của Mã Diệu Tông và Diệp Thể Vi Cháu của Mã Thế Hoành và Lưu Ái Hoa Chị của Mã Lai Đệ |
| Phan Nghệ Đồng      | Mã Lai Đệ       | Con của Mã Diệu Tông và Diệp Thể Vi Cháu của Mã Thế Hoành và Lưu Ái Hoa Em của Mã Chiêu Đệ |
| Triệu Nghĩa Đồng    | Jojo Ma         | Chồng của Mã Chiêu Từ Con rể của Mã Thế Hoành và Lý Mẫn |
| Lâm Nhị Nặc         | Mã Thiên Lãng   | Cháu của Mã Thế Hoành và Lưu Ái Hoan Con của Mã Triển Hồng và Chân Tâm |

## Bối cảnh
Các cảnh quay ngoại cảnh của phim được thực hiện quay tại Hồng Kông, Ma Cao và Thâm Quyến. Còn cảnh chính của bộ phim, bối cảnh Căn biệt thự nhà họ Mã được ghi hình tại khu biệt thự của Khu phố Hoa Kiều phía Đông (OCT).

## Đánh giá
| Tuần      | Ngày phát sóng                               | Điểm      |
| --------- | -------------------------------------------- | --------- |
| 1–5       | Ngày 07 tháng 02 – ngày 11 tháng 02 năm 2022 | 22.9 điểm |
| 6–10      | Ngày 14 tháng 02 – ngày 18 tháng 02 năm 2022 | 23.3 điểm |
| 11–15     | Ngày 21 tháng 02 – ngày 23 tháng 02 năm 2022 | 24.6 điểm |
| 16–20     | Ngày 28 tháng 02 – ngày 04 tháng 03 năm 2022 | 25.6 điểm |
| 21–25     | Ngày 07 tháng 03 – ngày 11 tháng 03 năm 2022 | 25.3 điểm |
| 26–30     | Ngày 14 tháng 03 – ngày 18 tháng 03 năm 2022 | 26.3 điểm |
| Tổng điểm | Tổng điểm                                    | 24.7 điểm |